# Thalassironus britannicus
Thalassironus britannicus är en rundmaskart som beskrevs av De Man 1889. Thalassironus britannicus ingår i släktet Thalassironus och familjen Ironidae. Inga underarter finns listade i Catalogue of Life.